# Paul Rand
Paul Rand (nascut amb nom originari Peretz Rosenbaum; Brooklyn, Nova York, 15 d'agost del 1914 − Norwalk, Connecticut, 26 de novembre del 1996) va ser un dissenyador gràfic estatunidenc molt reconegut, en gran part pels dissenys de marques institucionals. Reconegut per la creació de logotips d'algunes identitats corporatives més importants dels Estats Units: IBM, Westinghouse Electric, United Parcel Service, ABC i molts més que l'han convertit en un geni de l'època. Va ser un dels creadors de l'estil tipogràfic internacional Suís.
"La influència de les avantguardes europees en el seu treball va canviar l'art comercial nord-americà, tenyint els principis formals del vell continent amb la gràcia i l'humor natiu."

## Orígens
Va néixer a Brooklyn (Nova York), el 1914. A una edat molt jove va descobrir la seva passió pel dibuix i l'art, i va aconseguir estudiar art a les tradicionals escoles novaiorqueses Pratt Institute (1929-1932), Parsons School of Art (1932-1933) i Art Students League (1933-1934), on va tindre com a professor George Grosz.

## Disseny gràfic
El seu primer treball va ser la direcció artística de la revista Esquire, càrrec que va exercir a l'edat de 23 anys, compaginant amb la direcció de Apparel Arts i la revista cultural Direction on va crear des del 1938 una sèrie de portades. També va aconseguir compaginar aquestes activitats amb la direcció creativa de l'agencia William H.Weintraub, fins que el 1955 va crear el seu propi negoci, dissenyant programes d'imatge corporativa per a grans empreses com IBM, Westinghouse Electric, ABC i United Parcel Service, convertint-se en dissenyador de referència dels Estats Units.
Va ser professor, primer a Cooper Union i Pratt Institute i després a la School of Art and Design de la Universitat Yale, dirigint des del 1977 els cursos d'estiu d'art i disseny que la universitat feia a Suïssa.
Autor entre d'altres, del llibre "Thoughts on Design", editat el 1947 i també "A Designer's Art" editat el 1985.

## Tipografia
El 1960 va dissenyar la tipografia Westinghouse Gothic pel programa d'imatge corporativa de llavors la poderosa indústria d'electrodomèstics, un pal sec em alguns encerts considerables, com per exemple el pes i l'amplada de la tipografia. També va dissenyar la tipografia City Medium (1966).
Cal dir que com a dissenyador, Rand sentia una especial predilecció per la força i expressió de la tipografia. Els seus dissenys de logotips, portades de catàlegs i llibres i també cartells i anuncis, l'expressió de les lletres és sempre remarcable. Així doncs tampoc era estrany que el 1960 quan va dissenyar la imatge corporativa de l'empresa d'electrodomèstics també s'animés a dissenyar una tipografia especifica per compondre amb ella els serveis de comunicació externa de l'empresa, serveis que compleixen a la perfecció, per exemple, la caixa de bombetes, l'article més popular de la marca i probablement l'article amb tipografia Westinghouse Gothic més reconeguda.
Aquesta tipografia de pal, servia em eficàcia i coherència per a les funcions tècniques i comercials, encaixant perfectament amb el símbol corporatiu creat prèviament i donant per suposat que la immensa majoria dels usos de la nova tipografia serien per a titulars o texts breus.
Probablement per aquestes raons, i sobretot per millorar les característiques publicitàries (no només informatives), es presentava amb un grau de condensació apreciable. Era doncs una tipografia estreta i semi negre, amb una certa semblança a la fantàstica versió estreta de la Trade Gothic (1948-1960) obre del seu compatriota i contemporani Jackson Burke.
Com a homenatge a Christophe Plantin, Rand va reduir el màxim l'altura dels pals ascendents i descendents fins a estrènyer el bucle de la <<g>> minúscula de manera compromesa. No obstant complint amb el criteri bàsic de la composició tipogràfica de l'autor, va agrupar la tipografia i va separar-la de la resta dels elements del disseny mitjançant marges amplis.
"Les lletres en els logotips, marques, segells, o monogrames, -deia- disposen d'una qualitat màgica que facilita, no només el seu sentit, sinó també la seva forma."